# Yveline Féray
 (février 2019).
Si vous disposez d'ouvrages ou d'articles de référence ou si vous connaissez des sites web de qualité traitant du thème abordé ici, merci de compléter l'article en donnant les références utiles à sa vérifiabilité et en les liant à la section « Notes et références ».
Pour les articles homonymes, voir Feray.
Yveline Féray (née Louise-Yveline Gatel le 28 février 1939 à Saint-Malo) est une romancière française.

## Biographie
D’origine bretonne, Yveline Féray passe son enfance à Saint-Malo et à Saint-Servan puis effectue des études secondaires et supérieures à Nice. Elle suit les cours du médiéviste Georges Duby, devient journaliste et enseignante au Cambodge d’où elle rapporte son premier roman, en partie autobiographique, La Fête des eaux, ainsi nommé d’après les festivités célébrées à Phnom Penh au moment où le bras fluvial qui déverse les eaux du Tonlé Sap inverse son cours en raison de la crue du Mékong, fleuve qu’il rejoint dans la capitale du Cambodge.
Après un voyage d’études au Viêt Nam effectuée en 1982-83, elle rédige un grand roman historique de plus de huit cents pages autour du personnage de Nguyên Trai, Dix mille printemps, qui brosse un tableau de ce pays et de ses relations avec la Chine du XVe siècle. Elle récidive avec la biographie d’un médecin vietnamien du XVIIIe siècle, Lê Huu Trac, surnommé Monsieur le paresseux. Ces ouvrages ont été traduits à plusieurs reprises en Vietnamien et diffusés dans ce pays.
Chez l’éditeur Philippe Picquier, elle se spécialise dans les contes et légendes des pays d’Asie : Vietnam, Cambodge, Tibet, Inde, Chine, Japon, et rédige deux contes pour enfants illustrés par Anne Romby : Le Fou des fleurs et L’Oiseau magique, ainsi qu’un autre conte pour enfants La Carambole d’or, illustré par Marcelino Truong.
Elle a exercé un temps les fonctions de documentaliste du fonds sur l'Asie du Sud-Est à la Faculté de lettres de Nice puis s’est retirée avec son mari à Dinan.
Mariée à Pierre-Richard Féray, historien spécialisé dans l’histoire de l’Indochine française et du Vietnam contemporain, elle est mère de deux enfants, une fille artiste Gwenola, peintre et un garçon, Cyrille Féray, hépatologue.

## Décorations
- Chevalier des Arts et Lettres en juillet 2008.

## Œuvres
- La Fête des eaux, roman, Albin Michel, 1966
- Les Promeneurs de la nuit, Julliard, 1976
- L’Épopée des bords du chemin, roman préfacé par Pierre-Jakez Hélias, Julliard, 1980
- Dix mille printemps, Julliard, 1989 ; réédité en deux tomes par Philippe Picquier en 1998. Traduit en vietnamien.
- Contes d’une grand-mère vietnamienne, Philippe Picquier, 1998
- Monsieur le Paresseux, Robert Laffont, 2000 ; réédité par Philippe Picquier en 2011. Traduit en vietnamien.
- Contes d’une grand-mère chinoise, Philippe Picquier, 2001
- Contes d'une grand-mère cambodgienne, Philippe Picquier, 2003
- Le Fou des fleurs, illustré par Anne Romby, Philippe Picquier, 2005
- Contes d’une grand-mère tibétaine, Philippe Picquier, 2006
- La Carambole d’or, illustré par Marcelino Truong, Philippe Picquier, 2008
- Contes d’une grand-mère indienne, Philippe Picquier, 2010
- L’Oiseau magique, illustré par Anne Romby, Philippe Picquier, 2010
- Contes d’une grand-mère japonaise, Philippe Picquier, 2012
- Anne de Bretagne : Reine à la triple couronne, illustré par David Balade, éditions Ouest-France, 2015
- Contes d’une grand-mère d’Asie, Philippe Picquier, 2022